# 南俄羅斯

俄罗斯地圖，彩色部分為俄罗斯南部（蓝色为南部聯邦管區，红色为北高加索聯邦管區）。

南俄羅斯（俄语：Юг России），音譯尤格羅斯，又稱俄罗斯南部（俄语：Южная Росси́я）、荒凉的南方（俄语：бе́лый Юг），是歐洲俄羅斯最南端的區域，該區域通常涵盖南部聯邦管區和北高加索聯邦管區。 

## 历史
高加索地区已经有人居住了数千年。至少从3世纪开始，就有东斯拉夫部落居住在俄罗斯南部。 俄罗斯南部可以找到波斯文化的痕跡。 1000年代的頭幾十年，在伏尔加河和顿河之间出現了突厥部落。俄罗斯南部的一些人在与蒙古人接触后，開始信奉伊斯兰教。 
在俄国内战（1917-1922 年）期间，1919年至1920 年间曾短暂存在过一个名为南俄罗斯的國家，该國领土横跨俄罗斯帝国的南部，還包括乌克兰的部分地区。在苏联史学中，它也被称为“白南”，而且指代範圍還包括在那里与南俄罗斯武装部队和志愿军一起与布尔什维克作战的俄国白军。 

## 区域
自1991年苏联解体以来，俄罗斯南部地区大约包括2個俄羅斯聯邦管區，其中有 13个俄罗斯联邦主体，此外还有两个為俄羅斯與乌克兰争议領土：
| - 南部聯邦管區: - 阿迪格共和国 - 阿斯特拉罕州 - 伏尔加格勒州 - 卡尔梅克共和国 - 克拉斯诺达尔边疆区 - 罗斯托夫州 - 克里米亞共和國 (俄羅斯實際控制，烏克蘭宣稱擁有主權) - 塞瓦斯托波爾 (俄羅斯實際控制，烏克蘭宣稱擁有主權) | - 北高加索聯邦管區: - 达吉斯坦共和国 - 印古什共和国 - 卡巴爾達-巴爾卡爾共和國 - 卡拉恰伊-切尔克斯共和国 - 北奥塞梯-阿兰共和国 - 斯塔夫罗波尔边疆区 - 车臣共和国 |

俄罗斯南部的大部分地区都属于俄羅斯經濟地區中的北高加索经济地区，而阿斯特拉罕州、卡尔梅克共和国和伏尔加格勒州属于伏尔加经济地区。

## 用法
人們可以在一些媒体或新闻门户网站上找到有關南俄羅斯的內容。例如俄罗斯报 等报纸和网站專門設立一個與南俄羅斯有關的版块或标签。

## 另見
- 俄羅斯聯邦管區
- 俄罗斯行政区划